# Kew Jaliens
Kew Jaliens (Rotterdam, 15 de Setembro de 1978) é um ex-futebolista neerlandês que atuava como lateral direito e zagueiro.

## Carreira
Entrou em alguns jogos pela Seleção Neerlandesa durante a Copa da Alemanha em 2006. Também representou os Países Baixos nas Olimpíadas de 2008. 

## Números de sua carreira
| Temporada | Equipe    | Competição | Partidas | Gols |
| --------- | --------- | ---------- | -------- | ---- |
| 1996/97   | Sparta    | Eredivisie | 2        | 0    |
| 1997/98   | Sparta    | Eredivisie | 32       | 3    |
| 1998/99   | Sparta    | Eredivisie | 32       | 0    |
| 1999/00   | Sparta    | Eredivisie | 2        | 1    |
|           | Willem II | Eredivisie | 22       | 0    |
| 2000/01   | Willem II | Eredivisie | 31       | 2    |
| 2001/02   | Willem II | Eredivisie | 29       | 0    |
| 2002/03   | Willem II | Eredivisie | 32       | 1    |
| 2003/04   | Willem II | Eredivisie | 33       | 1    |
| 2004/05   | AZ        | Eredivisie | 22       | 1    |
| 2005/06   | AZ        | Eredivisie | 30       | 0    |
|           |           | Total      | 267      | 9    |